# Punjab (Pakistan)

Pakistanska Punjab

Den pakistanska provinsen Punjab utgör den allra största delen av den historiska provinsen Punjab. Till ytan utgör provinsen Punjab den näst största provinsen i landet, med en utsträckning av 205 344 km² och den näst största befolkningen, omkring 70 miljoner vid folkräkningen 1994. Det största språket är punjabi, vilket indikerar att punjabi också är den folkgrupp som är störst.
Huvudstad och största stad är Lahore. Många viktiga platser för sikherna finns här, inkluderande den plats där den förste sikhiske gurun föddes; Guru Nanak föddes nämligen i Nankana Sahib i Punjab. Mycket få sikher bor dock kvar i pakistanska Punjab, här är befolkningen så gott som helt muslimsk.
Den indiska Tharöknen fortsätter över gränsen till Pakistan, och kallas här Cholistanöknen. Här finns jämväl den stora floden Indus och dess nordsydliga biflöden; Ravi, Chenab, Sutlej och Jhelum (Punjab betyder just De fem floderna). Konstbevattningen i flodernas närhet gör Punjab till en rik jordbruksregion med framförallt produktion av vete och bomull.
Viktigare städer: Bahwalpur, Faisalabad, Gujranwala, Lahore, Multan, Rawalpindi, Rabwah, Sialkot samt Taxila.

## Distrikt
Provinsen Punjab är indelat i distrikt enligt följande: